# Tragon mimicus
Tragon mimicus là một loài bọ cánh cứng trong họ Cerambycidae.